# اچ‌دی ۱۲۸۳۱۱
اچ‌دی ۱۲۸۳۱۱ یک ستاره است که در صورت فلکی گاوران قرار دارد.